# Атабаски Аляски

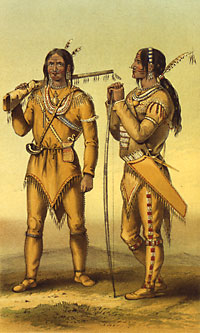
Мисливці народу гвичин у Форт-Юконі (Ілюстрація Alexander Hunter Murray's з журналу, 1847)

Атабаски Аляски або Атапаски Аляски — корінні жителі Аляски; індіанці північно-атабаскської етнолінгвістичної групи, що проживають на території внутрішніх районів штату Аляска (США).
За мовним принципом виділяють 11 груп:
- Денайна або танаїну (Ht'ana)[1]
- атна або атабаски річки Коппер (Hwt'aene)
- дег-хітан або інгалік (Hit'an)
- холікачук (Hit'an)
- Коюкони (Hut'aane)
- верхні кускоквим або колчак (Hwt'ana)
- танана або нижні танана (Kokht'ana)
- танакрос (Koxt'een)
- верхні танана (Koht'iin)
- гвичин або кутчин (Gwich'in)[2]
- ген (Hwëch'in)[2]

Культура атабасків Аляски — річкове рибальство (прибережне для танаїну) і полювання-збирання. У атабасків матрилінійна форма суспільства, де походження, ім'я, стан і статус члена роду або родини визначається по матері.